# Wehrkreis XVII

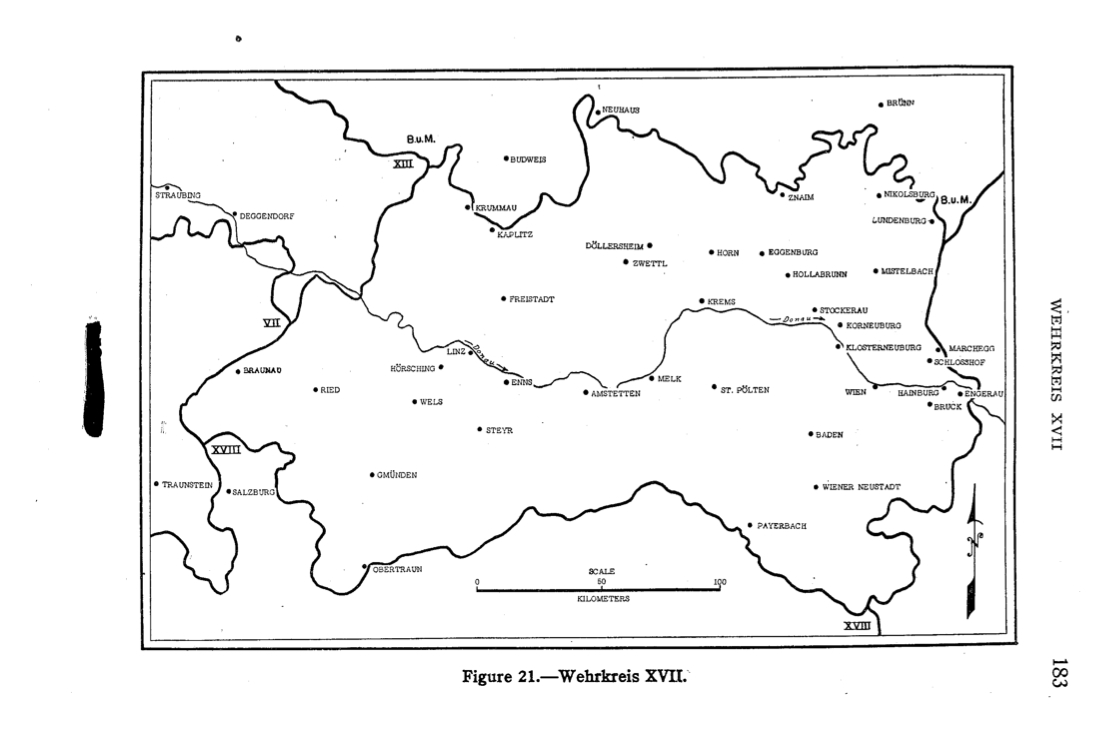
Carte de la militaire en 1944.

Le Wehrkreis XVII (WK XVII) était la 17e région militaire allemande qui contrôlait l'Autriche, le sud de la Bohême et de la Moravie pour la Wehrmacht.

## Divisions administratives
Le siège de la 17e région militaire était à Vienne.

## Gouverneurs (Befehlshaber)
Les gouverneurs de la 17e région militaire.
1. général Otto von Stülpnagel (1er septembre 1939 - 24 octobre 1940)
2. général Alfred Streccius (25 octobre 1940 - 21 août 1943)
3. général Albrecht Schubert (21 août 1943 - ? avril 1945)

## Unités sous administrations du WK XVII
- 369 Infanterie-Divisions (kroatisches)
- Kroatische Ausbildungs Brigade